# Desmognathus abditus
Espèce
Statut de conservation UICN

 NT  : Quasi menacé
Desmognathus abditus est une espèce d'urodèles de la famille des Plethodontidae.

## Répartition
Cette espèce est endémique du Tennessee aux États-Unis. Elle se rencontre entre 295 et 639 m d'altitude sur le Plateau de Cumberland.

## Publication originale
- Anderson & Tilley, 2003 : Systematics of the Desmognathus ochrophaeus complex in the Cumberland Plateau of Tennessee. Herpetological Monographs, vol. 17, p. 75-110.